# Stenorhopalus gracilis
Stenorhopalus gracilis är en skalbaggsart som beskrevs av Blanchard 1851. Stenorhopalus gracilis ingår i släktet Stenorhopalus och familjen långhorningar. Inga underarter finns listade i Catalogue of Life.